# العلاقات الجزائرية السعودية
العلاقات الجزائرية السعودية تشير إلى العلاقات الدبلوماسية والاقتصادية بين الجمهورية الجزائرية الديمقراطية الشعبية والمملكة العربية السعودية. كلا البلدين من الدول العربية وتقع الجمهورية الجزائرية الديمقراطية الشعبية في أفريقيا والمملكة العربية السعودية في آسيا.

## التاريخ والعلاقات السياسية
الجمهورية الجزائرية الديمقراطية الشعبية لديها قنصلية في مدينة جدة السعودية، و المملكة العربية السعودية لديها سفارة في مدينة الجزائر. كل البلدان هي أعضاء في جامعة الدول العربية، و أوبك.
في 24 نوفمبر 1986م وقع البلدين اتفاقيات اقتصادية وثقافية وفنية.
وفي مارس 1987م قام حاكم المملكة العربية السعودية الملك فهد بن عبد العزيز آل سعود بزيارة رسمية إلى العاصمة الجزائر، والتقى برئيس الجمهورية الجزائرية الشاذلي بن جديد. وخلال 1980 أرسلت الحكومة الجزائرية شباب جزائريين إلى المملكة العربية السعودية لتلقي العلوم الإسلامية.
أثناء الغزو العراقي للكويت في عام 1990م لم تعارض الجزائر علناً التدخل ضد الكويت، مما أدى إلى توتر العلاقات مع المملكة العربية السعودية التي دافعت عن الكويت.
وفي فبراير 2024م، رفض قائد الجيش الجزائري، سعيد شنقريحة، عرضًا من وزارة الدفاع السعودية لأداء عمرة مدعومة بالكامل. كتعبير عن استياء شنقريحة من عدم منحه لقاء رسميًا أو حتى لقاء خاصًا خلال زيارته للمملكة العربية السعودية.